# Polystichum bifidum
Polystichum bifidum är en träjonväxtart som beskrevs av Ren-Chang Ching. Polystichum bifidum ingår i släktet Polystichum och familjen Dryopteridaceae. Inga underarter finns listade.